# Олаберрія
Олаберрія (баск. Olaberria (офіційна назва), ісп. Olaberría) — муніципалітет в Іспанії, у складі автономної спільноти Країна Басків, у провінції Гіпускоа. Населення — 968 осіб (2009).
Муніципалітет розташований на відстані близько 320 км на північний схід від Мадрида, 36 км на південний захід від Сан-Себастьяна.
На території муніципалітету розташовані такі населені пункти: (дані про населення за 2009 рік)
- Олаберрія: 427 осіб
- Іурре: 541 особа

## Демографія
Динаміка населення (INE ):

## Галерея зображень

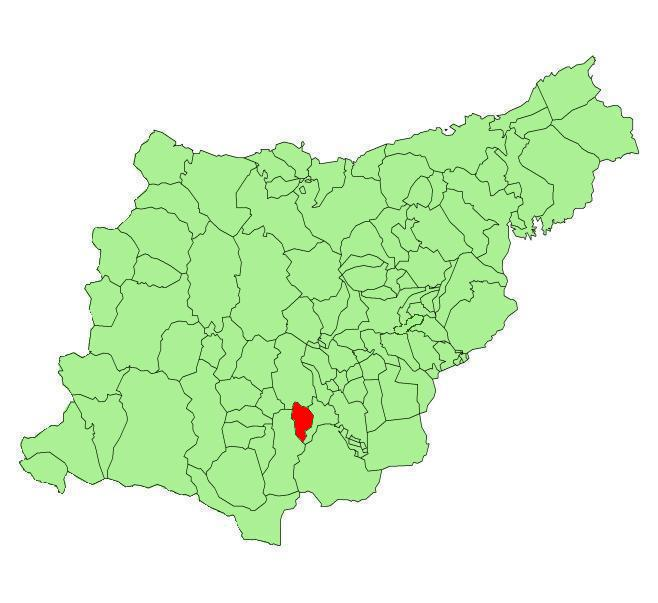
Розташування муніципалітету